# Ljubica Dragojević Buble
Ljubica Dragojević Buble (1960.), hrvatska slikarica iz Kaštela.
Završila je ALU u Zagrebu u klasi prof. Branka Ružića. Protagonistica je tradicijskog kiparstva temeljenog na iskustvima modernizma 20. st., gdje je skulptura opipljivi predmet sa svojim likovnim, estetskim i skulpturalnim, ali i duhovnim svojstvima.